# Кеней
Кене́й (др.-греч. Καινεύς, лат. Caeneus) — персонаж древнегреческой мифологии, один из лапифов, мифического племени, жившего в северной Фессалии. Принимал участие в походе аргонавтов, в Калидонской охоте и особенно в битве лапифов с кентаврами на свадьбе Пирифоя. Сцены убиения Кенея кентаврами встречаются постоянно среди изображений битв лапифов с кентаврами. Так как он был неуязвим, то кентавры забросали его соснами, под которыми и погребли его заживо.
Известны комедии Антифана и Арара «Кеней».

## Родословная и место проживания
По версии родословной у Гомера в «Илиаде», отец Леонтея, сын Корона. По другой версии, сын Элата (у Стесихора Илата) (или сын Атрака) и Гиннеи, отец аргонавта Корона, брат Исхия.
Перхебеец, жил на склоне Офриса (горная цепь в Фессалии, недалеко от Олимпа). По Гигину, из Гортины (возможно, ошибка).

## Содержание мифов
У авторов начиная с Псевдо-Гесиода рассказывается миф, особенно обработанный Овидием, что Кеней прежде был девушкой по имени Кенида (Καινίς), похищенной и изнасилованной Посейдоном. Посейдон обещал исполнить всякое её желание, она же пожелала обратиться в неуязвимого мужчину. По версии, его нельзя было ранить железом, а лишь древесными сучьями.
В битве с кентаврами он убил многих из них. Кентавры окружили его и, ударяя стволами сосен, вогнали в землю. Был поражен сосной, и его поглотила земля. Из груды деревьев вылетела жёлтая птица. Либо он покончил с собой.
По истолкованию, попал в плен и был засыпан землёй. По другому истолкованию, никто не мог смягчить его дарами из меди и железа.
После смерти, в Аиде опять превратился в деву.
Предок Кипсела из Коринфа по отцовской линии.